# Friedrich Georg Friedmann
Friedrich Georg Friedmann (* 14. März 1912 in Augsburg; † 3. Januar 2008 in Friedberg in Bayern) war ein deutscher Kulturhistoriker und ein bedeutender Vertreter des Dialogs zwischen Juden und Christen in Deutschland.

## Leben
Friedrich Georg Friedmann wurde 1912 in eine seit dem 19. Jahrhundert in Augsburg ansässige jüdische Familie geboren. Sein Vater war Teilhaber der Textilfabrik „Friedmann & Dannenbaum“. Nachdem Friedmann 1931 das Abitur am humanistischen Gymnasium bei St. Stephan abgelegt hatte, begann er zunächst mit dem Studium der Medizin in München, dann in Freiburg i.Br. Nach der nationalsozialistischen Machtergreifung 1933 wurde er kurzzeitig von der Gestapo in Haft genommen. In der Folge flüchtete er aus Deutschland nach Italien.
Friedmann verbrachte die nächsten Jahre in Rom, wo er in Philosophie und Literatur promovierte und nebenbei als Deutschlehrer im Vatikan und an der Berlitz-Schule tätig war. In dieser Zeit traf er die 1910 ebenfalls in Augsburg geborene Jüdin Elisabeth Oberdorfer wieder, die er bereits aus Augsburg kannte. 1938 heirateten sie in der Großen Synagoge in Rom. Kurz vor Beginn des Zweiten Weltkrieges flüchteten die beiden nach England, wo 1940 in London ihr Sohn John Friedman geboren wurde. Im Verlauf des Krieges gelang ihnen schließlich die Flucht in die Vereinigten Staaten von Amerika. Der Schiffskonvoi, der sie über den Atlantik brachte, wurde kurz vor Kanada von deutschen U-Booten torpediert. Friedmanns Eltern nahmen sich am Abend vor ihrer Deportation das Leben, Elisabeths Eltern wurden in Auschwitz ermordet.
In den USA fand Friedmann zunächst eine Stelle am Methodisten-College in Jackson, Tennessee als Lehrer für Philosophie, später auch Mathematik. In Jackson kam 1942 Tochter Miriam zur Welt. 1943 nahm er eine neue Stelle in Murray/Kentucky an einer Marinefliegerschule an. 1946 wurden die Friedmanns US-amerikanische Staatsbürger. Von 1946 bis 1959 war Friedmann Professor für Philosophie an der Universität von Arkansas in Fayetteville, unterbrochen von Forschungsaufenthalten in Süditalien und Mexiko. Als er im Zuge der Rassenunruhen von 1957/58 für die Gleichberechtigung der schwarzen Schüler und Studenten eintrat, wurde er entlassen. Danach bekam er eine Gastprofessur für Philosophie am Wells College in Aurora/New York. 
1960 kehrte das Ehepaar Friedmann zurück nach Deutschland, wo Friedmann an der Ludwig-Maximilians-Universität in München einen Lehrstuhl für Nordamerikanische Kulturgeschichte annahm und damit als einer der Begründer der Amerikanistik in Deutschland nach dem Zweiten Weltkrieg gilt. Daneben widmete er sich der Erforschung der Lebenswelt und der Kultur der süditalienischen Bauern. In den folgenden Jahren trat er mehr und mehr für den Dialog zwischen Juden und Christen in Deutschland ein, wofür ihm das Bundesverdienstkreuz verliehen wurde. Ein wichtiger Dialogpartner und Freund wurde für ihn der katholische Theologie Karl Rahner. 1979 wurde er emeritiert, 1991 zog er mit seiner Frau nach Friedberg bei Augsburg, wo er bis zu seinem Tod im Januar 2008 lebte. Im Jahr 1990 hat er sein schriftliches Gesamtwerk sowie seine umfangreiche Korrespondenz mit führenden Persönlichkeiten aus Politik und Wissenschaft aus dem Zeitraum von 1940 bis 1990 dem Bayerischen Hauptstaatsarchiv in München übergeben.

## Auszeichnungen
- Ehrendoktor für seine Feldforschung zum Problem der archaischen Agrarkultur im italienischen Matera, Basilicata[3]
- Akademischer Ehrenbürger der Universität Augsburg seit 1989[3]
- Bundesverdienstkreuz 1991

## Schriften
- The Hoe and the Book: An Italian Experiment in Community Development / Fredrick G. Friedmann. Ithaca, N.Y. 1960.
- Gesellschaft ohne Humanität?. Stuttgart 1967.
- Autorität und Glaubwürdigkeit. München 1967.
- Politik und Kultur. München 1969.
- Carters Amerika: Kultur, Religion, Politik. Zürich 1977, ISBN 3-7201-5095-X.
- Von Cohen zu Benjamin: Zum Problem deutsch-jüdischer Existenz. Einsiedeln 1981, ISBN 3-265-10250-5.
- Hannah Arendt: Eine deutsche Jüdin im Zeitalter des Totalitarismus. München 1985, ISBN 3-492-05201-0.
- Da Cohen a Benjamin: Essere ebrei tedeschi. Firenze 1995, ISBN 88-8057-007-2.
- Zeitgemässe Betrachtungen: Aufzeichnungen eines Humanisten. München 1999, ISBN 3-931428-06-0.
- Heimkehr ins Exil: Jüdische Existenz in der Begegnung mit dem Christentum. München 2001, ISBN 3-406-48096-9.
- The Ethnographic Moment / Robert Redfield and F.G. Friedmann; ed. David A. Rees. New Brunswick, N.J.2006, ISBN 0-7658-0333-X.